# Malcolm Jellicoe
Pour les articles homonymes, voir Jellicoe.
Pas d'image ? Cliquez ici

b Matchs officiels uniquement.
Dernière mise à jour le  .
Malcolm Jellicoe, né le 1er juillet 1963 en Rhodésie, est un joueur international zimbabwéen de rugby à XV évoluantau poste de demi de mêlée.
Il a joué avec l'équipe du Zimbabwe en étant le capitaine lors de la Coupe du monde de 1987.

## Biographie
Malcolm Jellicoe compte cinq capes avec l'équipe du Zimbabwe, la première le 22 juin 1985 contre l'Italie lors d'un test match. Il participe également à la Coupe du monde 1987 comme capitaine pour les trois matchs, respectivement contre la Roumanie, l'Écosse et la France.